# Accipitridae
Gli accipitridi (Accipitridae Vieillot, 1816) sono una famiglia di uccelli rapaci diurni dell'ordine Accipitriformes, comprendente gli avvoltoi del Vecchio Mondo, sparvieri, astori, aquile, poiane, bianconi, albanelle e nibbi.

## Descrizione
Di mole media o grande, hanno ali larghe ad estremità arrotondata; la mandibola superiore non è dentata in modo netto.

## Tassonomia
La famiglia Accipitridae comprende i seguenti generi e specie.

### Sottofamiglia Elaninae
- Genere Elanus
  - Elanus caeruleus (Desfontaines, 1789) - nibbio bianco
  - Elanus axillaris (Latham, 1802) - nibbio bianco australiano
  - Elanus leucurus (Vieillot, 1818) - nibbio codabianca
  - Elanus scriptus Gould, 1842 - nibbio aliscritte
- Genere Gampsonyx
  - Gampsonyx swainsonii Vigors, 1825 - nibbio di Swainson
- Genere Chelictinia
  - Chelictinia riocourii (Vieillot, 1822) - nibbio codadiforbice

### Sottofamiglia Gypaetinae
- Genere Polyboroides
  - Polyboroides typus Smith, A, 1829 - sparviero serpentario africano
  - Polyboroides radiatus (Scopoli, 1786) - sparviero serpentario del Madagascar
- Genere Gypohierax
  - Gypohierax angolensis (Gmelin, JF, 1788) - avvoltoio delle palme
- Genere Gypaetus
  - Gypaetus barbatus (Linnaeus, 1758) - gipeto
- Genere Neophron
  - Neophron percnopterus (Linnaeus, 1758) - capovaccaio

### Sottofamiglia Perninae
- Genere Eutriorchis
  - Eutriorchis astur Sharpe, 1875 - astore del Madagascar
- Genere Leptodon
  - Leptodon cayanensis (Latham, 1790) - nibbio testagrigia
  - Leptodon forbesi (Swann, 1922) - nibbio dal collare bianco
- Genere Chondrohierax
  - Chondrohierax uncinatus (Temminck, 1822) - nibbio beccouncinato
  - Chondrohierax wilsonii (Cassin, 1847) - nibbio beccouncinato cubano
- Genere Pernis
  - Pernis apivorus (Linnaeus, 1758) - pecchiaiolo occidentale
  - Pernis ptilorhynchus (Temminck, 1821) - pecchiaiolo orientale
  - Pernis celebensis Wallace, 1868 - pecchiaiolo barrato
  - Pernis steerei Sclater, WL, 1919 - pecchiaiolo delle Filippine
- Genere Elanoides
  - Elanoides forficatus (Linnaeus, 1758) - nibbio codadirondine
- Genere Lophoictinia
  - Lophoictinia isura (Gould, 1838) - nibbio codasquadrata
- Genere Hamirostra
  - Hamirostra melanosternon (Gould, 1841) - nibbio pettonero
- Genere Aviceda
  - Aviceda cuculoides Swainson, 1837 - baza africano
  - Aviceda madagascariensis  (Smith, A, 1834) - baza del Madagascar
  - Aviceda jerdoni  (Blyth, 1842) - baza di Jerdon
  - Aviceda subcristata  (Gould, 1838) - baza del Pacifico
  - Aviceda leuphotes  (Dumont, 1820) - baza nero
- Genere Henicopernis
  - Henicopernis longicauda (Lesson & Garnot, 1828) - pecchiaiolo codalunga
  - Henicopernis infuscatus Gurney, 1882 - pecchiaiolo nero

### Sottofamiglia Gypinae
- Genere Necrosyrtes
  - Necrosyrtes monachus (Temminck, 1823) - capovaccaio pileato

- Genere Gyps
  - Gyps africanus Salvadori, 1865 - grifone africano
  - Gyps bengalensis (Gmelin, JF, 1788) - grifone del Bengala
  - Gyps indicus (Scopoli, 1786) - grifone indiano
  - Gyps tenuirostris Gray, GR, 1844 - grifone beccosottile
  - Gyps rueppellii (Brehm, AE, 1852) - grifone di Rüppell
  - Gyps himalayensis Hume, 1869 - grifone dell'Himalaya
  - Gyps fulvus (Hablizl, 1783) - grifone eurasiatico
  - Gyps coprotheres (Forster, JR, 1798) - grifone del Capo
- Genere Sarcogyps
  - Sarcogyps calvus (Scopoli, 1786) - avvoltoio calvo
- Genere Trigonoceps

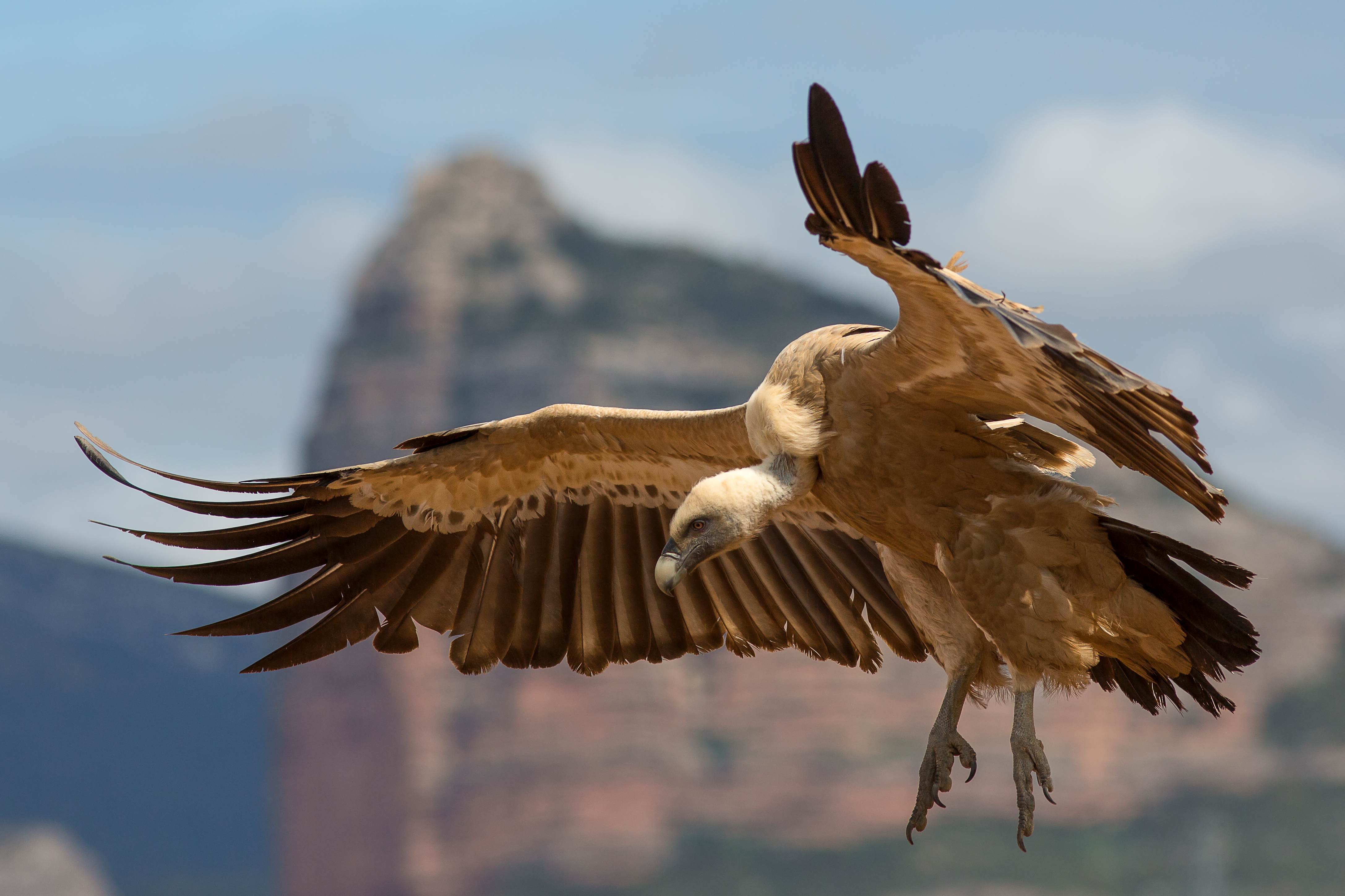
Gyps fulvus

  - Trigonoceps occipitalis (Burchell, 1824) - avvoltoio testabianca
- Genere Aegypius
  - Aegypius monachus (Linnaeus, 1766) - avvoltoio monaco
- Genere Torgos
  - Torgos tracheliotus (Forster, JR, 1796) - avvoltoio orecchiuto

### Sottofamiglia Circaetinae
- Genere Spilornis
  - Spilornis cheela (Latham, 1790) - aquila serpentaria crestata
  - Spilornis klossi Richmond, 1902 - aquila serpentaria delle Nicobare
  - Spilornis kinabaluensis Sclater, WL, 1919 - aquila serpentaria di Kinabalu
  - Spilornis rufipectus Gould, 1858 - aquila serpentaria di Sulawesi
  - Spilornis holospilus (Vigors, 1831) - aquila serpentaria delle Filippine
  - Spilornis elgini (Blyth, 1863) - aquila serpentaria delle Andamane
- Genere Pithecophaga
  - Pithecophaga jefferyi Ogilvie-Grant, 1896 - aquila delle scimmie
- Genere Circaetus
  - Circaetus gallicus (Gmelin, JF, 1788) - biancone
  - Circaetus beaudouini Verreaux, J & Des Murs, 1862 - aquila serpentaria di Beaudouin
  - Circaetus pectoralis Smith, A, 1829 - aquila serpentaria pettonero
  - Circaetus cinereus Vieillot, 1818 - aquila serpentaria cenerina
  - Circaetus fasciolatus Kaup, 1847 - aquila serpentaria fasciata
  - Circaetus cinerascens von Müller, JW, 1851 - aquila serpentaria minore
  - Circaetus spectabilis (Schlegel, 1863) - aquila serpentaria del Congo
- Genere Terathopius
  - Terathopius ecaudatus (Daudin, 1800) - falco giocoliere

### Sottofamiglia Harpiinae
- Genere Macheiramphus
  - Macheiramphus alcinus Bonaparte, 1850 - nibbio dei pipistrelli
- Genere Harpyopsis
  - Harpyopsis novaeguineae Salvadori, 1875 - arpia della Nuova Guinea
- Genere Morphnus
  - Morphnus guianensis (Daudin, 1800) - aquila della Guiana
- Genere Harpia
  - Harpia harpyja (Linnaeus, 1758) - arpia

### Sottofamiglia Aquilinae
- Genere Nisaetus
  - Nisaetus cirrhatus (Gmelin, JF, 1788) - aquila dal ciuffo variabile
  - Nisaetus floris (Hartert, 1898) - aquila dal ciuffo di Flores
  - Nisaetus nipalensis Hodgson, 1836 - aquila dal ciuffo di Hodgson
  - Nisaetus kelaarti (Legge, 1878) - aquila dal ciuffo di Legge
  - Nisaetus alboniger Blyth, 1845 - aquila dal ciuffo di Blyth
  - Nisaetus bartelsi (Stresemann, 1924) - aquila dal ciuffo di Giava
  - Nisaetus lanceolatus (Temminck & Schlegel, 1844) - aquila dal ciuffo di Sulawesi
  - Nisaetus philippensis (Gould, 1863) - aquila dal ciuffo delle Filippine
  - Nisaetus pinskeri (Preleuthner & Gamauf, 1998) - aquila dal ciuffo di Pinsker
  - Nisaetus nanus (Wallace, 1868) - aquila dal ciuffo di Wallace
- Genere Spizaetus
  - Spizaetus tyrannus (Wied-Neuwied, 1820) - aquila dal ciuffo nera
  - Spizaetus melanoleucus (Vieillot, 1816) - aquila dal ciuffo bianca e nera
  - Spizaetus ornatus (Daudin, 1800) - aquila dal ciuffo ornata
  - Spizaetus isidori (Des Murs, 1845) - aquila dal ciuffo nera e castana
- Genere Stephanoaetus
  - Stephanoaetus coronatus (Linnaeus, 1766) - aquila coronata
- Genere Lophotriorchis
  - Lophotriorchis kienerii (de Sparre, 1835) - aquila dal ciuffo ventrerosso
- Genere Polemaetus
  - Polemaetus bellicosus (Daudin, 1800) - aquila marziale
- Genere Lophaetus
  - Lophaetus occipitalis (Daudin, 1800) - aquila dal lungo ciuffo
- Genere Ictinaetus
  - Ictinaetus malaiensis (Temminck, 1822) - aquila nera
- Genere Clanga
  - Clanga pomarina (Brehm, CL, 1831) - aquila anatraia minore
  - Clanga hastata (Lesson, 1831) - aquila anatraia indiana
  - Clanga clanga (Pallas, 1811) - aquila anatraia maggiore
- Genere Hieraaetus
  - Hieraaetus wahlbergi (Sundevall, 1850) - aquila di Wahlberg
  - Hieraaetus pennatus (Gmelin, JF, 1788) - aquila minore
  - Hieraaetus morphnoides (Gould, 1841) - aquila minore australiana
  - Hieraaetus weiskei (Reichenow, 1900) - aquila pigmea
  - Hieraaetus ayresii (Gurney, 1862) - aquila minore di Ayres
- Genere Aquila
  - Aquila rapax (Temminck, 1828) - aquila rapace
  - Aquila nipalensis Hodgson, 1833 - aquila delle steppe
  - Aquila adalberti Brehm, CL, 1861 - aquila imperiale occidentale
  - Aquila heliaca Savigny, 1809 - aquila imperiale orientale
  - Aquila gurneyi Gray, GR, 1861 - aquila di Gurney
  - Aquila chrysaetos (Linnaeus, 1758) - aquila reale
  - Aquila audax (Latham, 1802) - aquila codacuneata
  - Aquila verreauxii Lesson, 1831 - aquila di Verreaux
  - Aquila africana (Cassin, 1865) - aquila minore di Cassin
  - Aquila fasciata Vieillot, 1822 - aquila del Bonelli
  - Aquila spilogaster (Bonaparte, 1850) - aquila minore africana

### Sottofamiglia Accipitrinae
- Genere Kaupifalco
  - Kaupifalco monogrammicus (Temminck, 1824) - sparviero delle lucertole
- Genere Micronisus
  - Micronisus gabar (Daudin, 1800) - astore gabar
- Genere Melierax
  - Melierax metabates Heuglin, 1861 - astore canoro scuro
  - Melierax poliopterus Cabanis, 1869 - astore canoro orientale
  - Melierax canorus (Thunberg, 1799) - astore canoro pallido
- Genere Urotriorchis
  - Urotriorchis macrourus (Hartlaub, 1855) - astore codalunga
- Genere Erythrotriorchis
  - Erythrotriorchis buergersi (Reichenow, 1914) - astore di Buergers
  - Erythrotriorchis radiatus (Latham, 1802) - astore rosso
- Genere Megatriorchis
  - Megatriorchis doriae Salvadori & d'Albertis, 1875 - astore di Doria
- Genere Accipiter
  - Accipiter superciliosus (Linnaeus, 1766) - sparviero pigmeo del Sudamerica
  - Accipiter collaris Sclater, PL, 1860 - sparviero dal collare del Sudamerica
  - Accipiter trivirgatus (Temminck, 1824) - astore crestato asiatico
  - Accipiter griseiceps (Kaup, 1848) - astore crestato di Sulawesi
  - Accipiter poliogaster (Temminck, 1824) - sparviero pettogrigio
  - Accipiter toussenelii (Verreaux, J, Verreaux, E & Des Murs, 1855) - astore di Toussenel
  - Accipiter tachiro (Daudin, 1800) -  astore africano
  - Accipiter castanilius Bonaparte, 1853 - sparviero pettocastano
  - Accipiter badius (Gmelin, JF, 1788) - shikra
  - Accipiter butleri (Gurney Jr, 1898) - shikra delle Nicobare
  - Accipiter brevipes (Severtsov, 1850) - sparviero levantino
  - Accipiter soloensis (Horsfield, 1821) - astore cinese
  - Accipiter francesiae Smith, A, 1834 - sparviero di Frances
  - Accipiter trinotatus Bonaparte, 1850 - sparviero codamacchiata
  - Accipiter novaehollandiae (Gmelin, JF, 1788) - astore grigio
  - Accipiter hiogaster (Müller, S, 1841) - astore variabile
  - Accipiter fasciatus (Vigors & Horsfield, 1827) - astore australiano
  - Accipiter melanochlamys (Salvadori, 1876) - astore dal mantello nero
  - Accipiter albogularis Gray, GR, 1870 - astore bianco e nero
  - Accipiter haplochrous Sclater, PL, 1859 - sparviero della Nuova Caledonia
  - Accipiter rufitorques (Peale, 1848) - astore delle Figi
  - Accipiter henicogrammus (Gray, GR, 1861) - astore di Gray
  - Accipiter luteoschistaceus Rothschild & Hartert, 1926 - sparviero grigio-azzurro
  - Accipiter imitator Hartert, 1926 - sparviero imitatore
  - Accipiter poliocephalus Gray, GR, 1858 - astore della Nuova Guinea
  - Accipiter princeps Mayr, 1934 - astore della Nuova Britannia
  - Accipiter erythropus (Hartlaub, 1855) - sparviero dai calzoni rossi
  - Accipiter minullus (Daudin, 1800) - sparviero minore
  - Accipiter gularis (Temminck & Schlegel, 1844) - sparviero giapponese
  - Accipiter virgatus (Temminck, 1822) - sparviero besra
  - Accipiter nanus (Blasius, W, 1897) - sparviero pigmeo di Sulawesi
  - Accipiter erythrauchen Gray, GR, 1861 - sparviero delle Molucche
  - Accipiter cirrocephalus (Vieillot, 1817) - sparviero australiano
  - Accipiter brachyurus (Ramsay, EP, 1880) - sparviero della Nuova Britannia
  - Accipiter rhodogaster (Schlegel, 1862) - sparviero pettovinoso
  - Accipiter madagascariensis Verreaux, J, 1833 - sparviero del Madagascar
  - Accipiter ovampensis Gurney, 1875 - sparviero di Ovampo
  - Accipiter nisus (Linnaeus, 1758) - sparviero
  - Accipiter rufiventris Smith, A, 1830 - sparviero rufiventre
  - Accipiter striatus Vieillot, 1808 - sparviero striato
  - Accipiter chionogaster (Kaup, 1852) - sparviero pettobianco
  - Accipiter ventralis Sclater, PL, 1866 - sparviero pettochiaro
  - Accipiter erythronemius (Kaup, 1850) - sparviero dai calzoni rossi
  - Accipiter cooperii (Bonaparte, 1828) - sparviero di Cooper
  - Accipiter gundlachi Lawrence, 1861 - sparviero di Gundlach
  - Accipiter bicolor (Vieillot, 1817) - sparviero bicolore
  - Accipiter chilensis Philippi & Landbeck, 1864 - sparviero del Cile
  - Accipiter melanoleucus Smith, A, 1830 - sparviero bianco e nero
  - Accipiter henstii (Schlegel, 1873) - astore di Henst
  - Accipiter gentilis (Linnaeus, 1758) - astore
  - Accipiter meyerianus (Sharpe, 1878) - astore di Meyer
- Genere Circus
  - Circus aeruginosus (Linnaeus, 1758) - albanella di palude
  - Circus spilonotus Kaup, 1847 - albanella orientale
  - Circus spilothorax Salvadori & d'Albertis, 1875 - albanella papua
  - Circus approximans Peale, 1848 - albanella del Pacifico
  - Circus ranivorus (Daudin, 1800) - albanella africana
  - Circus maillardi Verreaux, J, 1862 - albanella del Madagascar
  - Circus macrosceles Newton, A, 1863 - albanella del Madagascar
  - Circus buffoni (Gmelin, JF, 1788) - albanella di Buffon
  - Circus assimilis Jardine & Selby, 1828 - albanella macchiata
  - Circus maurus (Temminck, 1828) - albanella nera
  - Circus cyaneus (Linnaeus, 1766) - albanella reale
  - Circus hudsonius (Linnaeus, 1766) - albanella americana
  - Circus cinereus Vieillot, 1816 - albanella cenerina
  - Circus macrourus (Gmelin, SG, 1770) - albanella pallida
  - Circus melanoleucos (Pennant, 1769) - albanella bianca e nera
  - Circus pygargus (Linnaeus, 1758) - albanella minore

### Sottofamiglia Buteoninae
- Genere Harpagus
  - Harpagus bidentatus (Latham, 1790) - nibbio bidentato
  - Harpagus diodon (Temminck, 1823) - nibbio dai calzoni rossi

- Genere Milvus
  - Milvus milvus (Linnaeus, 1758) - nibbio reale
  - Milvus migrans (Boddaert, 1783) - nibbio bruno
  - Milvus aegyptius (Gmelin, JF, 1788) - nibbio orecchie nere
- Genere Haliastur
  - Haliastur sphenurus (Vieillot, 1818) - nibbio codacuneata
  - Haliastur indus (Boddaert, 1783) - nibbio di Brahama
- Genere Haliaeetus
  - Haliaeetus leucogaster (Gmelin, JF, 1788) - aquila di mare ventrebianco
  - Haliaeetus sanfordi Mayr, 1935 - aquila di mare di Sanford
  - Haliaeetus vocifer (Daudin, 1800) - aquila pescatrice africana
  - Haliaeetus vociferoides Des Murs, 1845 - aquila pescatrice del Madagascar
  - Haliaeetus leucoryphus (Pallas, 1771) - aquila di mare di Pallas
  - Haliaeetus albicilla (Linnaeus, 1758) - aquila di mare codabianca
  - Haliaeetus leucocephalus (Linnaeus, 1766) - aquila di mare testabianca
  - Haliaeetus pelagicus (Pallas, 1811) - aquila di mare di Steller
  - Haliaeetus humilis (Müller, S & Schlegel, 1841) - aquila pescatrice minore
  - Haliaeetus ichthyaetus (Horsfield, 1821) - aquila pescatrice testagrigia
- Genere Butastur
  - Butastur rufipennis (Sundevall, 1850) - astore rufipenne
  - Butastur teesa (Franklin, 1831) - astore occhibianchi
  - Butastur liventer (Temminck, 1827) - astore alirosse
  - Butastur indicus (Gmelin, JF, 1788) - astore facciagrigia
- Genere Ictinia
  - Ictinia mississippiensis (Wilson, A, 1811) - nibbio del Mississippi
  - Ictinia plumbea (Gmelin, JF, 1788) - nibbio plumbeo
- Genere Busarellus
  - Busarellus nigricollis (Latham, 1790) - poiana dal collare nero
- Genere Rostrhamus
  - Rostrhamus sociabilis (Vieillot, 1817) - nibbio delle Everglades
- Genere Helicolestes
  - Helicolestes hamatus (Temminck, 1821) - nibbio beccosottile
- Genere Geranospiza
  - Geranospiza caerulescens (Vieillot, 1817) - sparviero trampoliere
- Genere Cryptoleucopteryx
  - Cryptoleucopteryx plumbea (Salvin, 1872) - poiana plumbea
- Genere Buteogallus
  - Buteogallus schistaceus (Sundevall, 1850) - poiana ardesia
  - Buteogallus anthracinus (Deppe, 1830) - poiana nera
  - Buteogallus gundlachii (Cabanis, 1855) - poiana nera cubana
  - Buteogallus aequinoctialis (Gmelin, JF, 1788) - poiana dei granchi
  - Buteogallus meridionalis (Latham, 1790) - poiana delle savane
  - Buteogallus lacernulatus (Temminck, 1827) - poiana collobianco
  - Buteogallus urubitinga (Gmelin, JF, 1788) - poiana nera maggiore
  - Buteogallus solitarius (Tschudi, 1844) - poiana aquila nera
  - Buteogallus coronatus (Vieillot, 1817) - poiana aquila coronata
- Genere Morphnarchus
  - Morphnarchus princeps (Sclater, PL, 1865) - poiana barrata
- Genere Rupornis
  - Rupornis magnirostris (Gmelin, JF, 1788) - poiana beccogrosso
- Genere Parabuteo
  - Parabuteo unicinctus (Temminck, 1824) - poiana di Harris
  - Parabuteo leucorrhous (Quoy & Gaimard, 1824) - poiana dal groppone bianco
- Genere Geranoaetus
  - Geranoaetus albicaudatus Vieillot, 1816 - poiana codabianca americana
  - Geranoaetus polyosoma (Quoy & Gaimard, 1824) - poiana dorsorosso
  - Geranoaetus melanoleucus (Vieillot, 1819) - poiana aquila pettonero
- Genere Pseudastur
  - Pseudastur polionotus (Kaup, 1847) - poiana dal mantello
  - Pseudastur albicollis (Latham, 1790) - poiana bianca
  - Pseudastur occidentalis (Salvin, 1876) - poiana dorsogrigio
- Genere Leucopternis
  - Leucopternis semiplumbeus Lawrence, 1861 - poiana semiplumbea
  - Leucopternis melanops (Latham, 1790) - poiana faccianera
  - Leucopternis kuhli Bonaparte, 1850 - poiana dai sopraccigli bianchi
- Genere Buteo
  - Buteo plagiatus (Schlegel, 1862) - poiana messicana
  - Buteo nitidus (Latham, 1790) - poiana grigia
  - Buteo lineatus (Gmelin, JF, 1788) - poiana spallerosse
  - Buteo ridgwayi (Cory, 1883) - poiana di Ridgway
  - Buteo platypterus (Vieillot, 1823) - poiana alilarghe
  - Buteo albigula Philippi, 1899 - poiana golabianca
  - Buteo brachyurus Vieillot, 1816 - poiana codacorta
  - Buteo solitarius Peale, 1848 - poiana delle Hawaii
  - Buteo swainsoni Bonaparte, 1838 - poiana di Swainson
  - Buteo galapagoensis (Gould, 1837) - poiana delle Galapagos
  - Buteo albonotatus Kaup, 1847 - poiana codafasciata
  - Buteo jamaicensis (Gmelin, JF, 1788) - poiana della Giamaica
  - Buteo ventralis Gould, 1837 - poiana codarossa americana
  - Buteo regalis (Gray, GR, 1844) - poiana ferruginea
  - Buteo lagopus (Pontoppidan, 1763) - poiana calzata
  - Buteo hemilasius Temminck & Schlegel, 1844 - poiana degli altipiani
  - Buteo japonicus Temminck & Schlegel, 1844 - poiana giapponese
  - Buteo burmanicus Hume, 1875 - poiana dell'Himalaya
  - Buteo rufinus (Cretzschmar, 1829) - poiana codabianca
  - Buteo bannermani Swann, 1919 - poiana di Capo Verde
  - Buteo socotraensis Porter & Kirwan, 2010 - poiana di Socotra
  - Buteo buteo (Linnaeus, 1758) - poiana
  - Buteo trizonatus Rudebeck, 1957 - poiana di foresta
  - Buteo oreophilus Hartert & Neumann, 1914 - poiana dei monti
  - Buteo archeri Sclater, WL, 1918 - poiana di Archer
  - Buteo auguralis Salvadori, 1865 - poiana collonero
  - Buteo brachypterus Hartlaub, 1860 - poiana del Madagascar
  - Buteo augur (Rüppell, 1836) - poiana augure
  - Buteo rufofuscus (Forster, JR, 1798) - poiana codarossa africana